# Hawk Cove
Hawk Cove è un centro abitato degli Stati Uniti d'America situato nella contea di Hunt dello Stato del Texas.
La popolazione era di 483 persone al censimento del 2010. Fa parte della Dallas-Fort Worth Metroplex.

## Geografia fisica
Hawk Cove è situata a 32°52′55″N 96°04′49″W (32.882078, -96.080304), a sud della State Highway 276 e a ovest della FM 751 nel sud della contea di Hunt, circa 16 miglia a sud di Greenville.
Secondo lo United States Census Bureau, ha un'area totale di 0,3 miglia quadrate (0,78 km²).

## Società

### Evoluzione demografica
Secondo il censimento del 2000, c'erano 457 persone, 174 nuclei familiari e 127 famiglie residenti nella città. La densità di popolazione era di 1.465,7 persone per miglio quadrato (569,2/km²). C'erano 245 unità abitative a una densità media di 785,8 per miglio quadrato (305,1/km²). La composizione etnica della città era formata dal 93,87% di bianchi, l'1,09% di afroamericani, l'1,09% di nativi americani, lo 0,22% di asiatici, l'1,31% di altre razze, e il 2,41% di due o più etnie. Ispanici o latinos di qualunque razza erano il 6,78% della popolazione.
C'erano 174 nuclei familiari di cui il 24,7% aveva figli di età inferiore ai 18 anni, il 52,3% aveva coppie sposate conviventi, il 13,2% aveva un capofamiglia femmina senza marito, e il 27,0% erano non-famiglie. Il 23,0% di tutti i nuclei familiari erano individuali e il 12,1% aveva componenti con un'età di 65 anni o più che vivevano da soli. Il numero di componenti medio di un nucleo familiare era di 2,63 e quello di una famiglia era di 2,99.
La popolazione era composta dal 25,8% di persone sotto i 18 anni, il 7,2% di persone dai 18 ai 24 anni, il 24,5% di persone dai 25 ai 44 anni, il 25,6% di persone dai 45 ai 64 anni, e il 16,8% di persone di 65 anni o più. L'età media era di 40 anni. Per ogni 100 femmine c'erano 88,1 maschi. Per ogni 100 femmine dai 18 anni in giù, c'erano 84,2 maschi.
Il reddito medio di un nucleo familiare era di 23.226 dollari e quello di una famiglia era di 23.669 dollari. I maschi avevano un reddito medio di 31.071 dollari contro i 21.750 dollari delle femmine. Il reddito pro capite era di 10.375 dollari. Circa il 10,1% delle famiglie e il 9,6% della popolazione erano sotto la soglia di povertà, incluso l'11,6% di persone sotto i 18 anni e il 17,5% di persone di 65 anni o più.